# Calystegia occidentalis
Calystegia occidentalis ist eine Pflanzenart aus der Gattung der Zaunwinden (Calystegia) aus der Familie der Windengewächse (Convolvulaceae). Die Art ist in den Vereinigten Staaten endemisch verbreitet.

## Beschreibung
Calystegia occidentalis ist eine fein flaumhaarig bis fein filzig behaarte, ausdauernde Pflanze, die einen holzigen Caudex als Überdauerungsorgan bildet. Die Stängel sind niederliegend bis stark kletternd. Die Blattspreite hat meist eine Länge von 1,5 bis 4 cm und ist mehr oder weniger auffällig gelappt. Die Lappen sind gerundet bis zweispitzig, sie bilden einen runden bis mehr oder weniger rechteckigen oder zugespitzten Bogen.
Die Blütenstände sind ein bis vierblütig und sind kleiner oder etwas länger als die sie begleitenden Laubblätter. Die Vorblätter sind 5 bis 12 mm lang, linealisch bis fast rund, aufsitzend oder gestielt, ganzrandig oder wie die Laubblätter gelappt. Sie setzen 1 bis 15 mm unterhalb des Kelches an, meist überlappen sie diesen, ohne ihn zu umfassen. Die Kelchblätter haben eine Länge von 9 bis 15 mm, die Krone ist weiß bis creme-gelb gefärbt und 20 bis 24 mm lang.

## Verbreitung
Die Art ist in Kalifornien und Oregon endemisch verbreitet und wächst dort an trockenen Hängen, im Chaparral und in Kiefernwäldern. Sie ist in Höhenlagen zwischen 300 und 2700 m zu finden.

## Systematik
Man kann folgende Unterarten und Varietäten unterscheiden:
- Calystegia occidentalis subsp. fulcrata (A.Gray) Brummitt: Sie kommt im zentralen und im südlichen Kalifornien vor.[1]
- Calystegia occidentalis subsp. occidentalis: Sie kommt in Oregon und im nördlichen Kalifornien vor.[1]
- Calystegia occidentalis var. tomentella (Greene) Brummitt: Sie kommt im nördlichen Kalifornien vor.[1]